# Santa María Atzompa
Santa María Atzompa là một đô thị thuộc bang Oaxaca, México. Năm 2005, dân số của đô thị này là 19876 người.